# Subdiviziune a unei țări

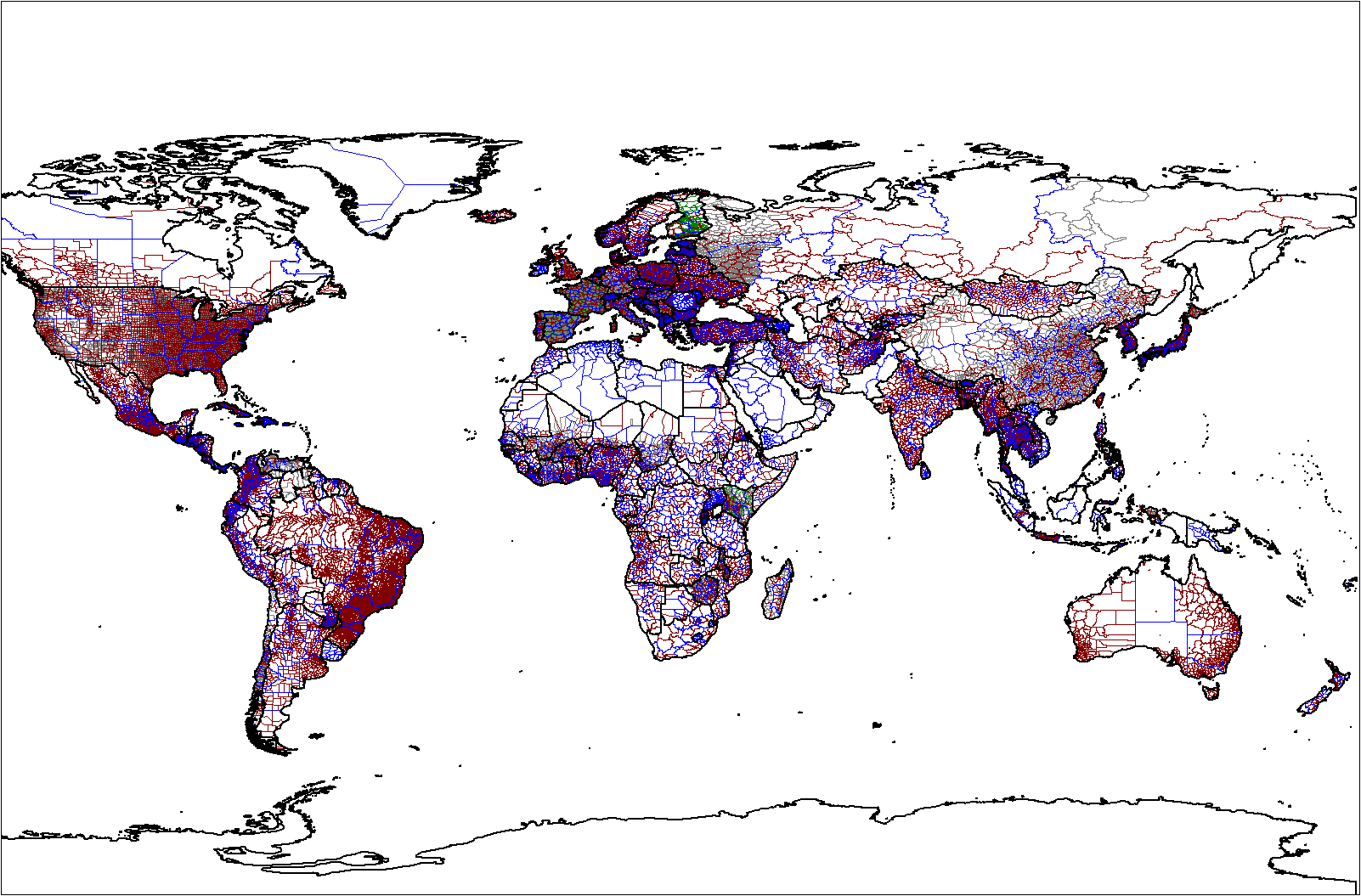
Harta mondială a diviziunilor administrative

Subdiviziunile unei țări se referă la diviziunea unui stat suveran cu scop administrativ, descriptiv sau pentru alte scopuri. 
Diferit față de arealele geografice sau geomorfologice ca bazine, deșerturi, văi, etc., subdiviziunile unei țări sunt creați abstracte, realizate cu scopul de a facilita guvernarea teritoriului național. Există mai multe tipuri de subdiviziuni, printre care: diviziuni administrative, diviziuni electorale, diviziuni de recensământ, regiuni de dezvoltare, fusuri orare, etc.

## Diviziunile administrative
Cel mai întâlnit tip de subdiviziuni sunt diviziunile administrative, care pot fi: regiuni, provincii, districte, comune. O serie de țări au diviziuni administrative care se numesc diviziuni (Gambia) sau subdiviziuni. În România principala diviziune administrativ-teritorială este județul.

## Diviziunile electorale și de recensământ
Al doilea cel mai întâlnit tip de subdiviziuni sunt diviziunile electorale și de recensământ - circumscripții electorale, arii metropolitane de recensământ și subdiviziuni de recensământ. Însă, unele țări foloesc acești termeni (sau echivalenții lor în limba nativă)pentru a identidica diviziuni administrative: circumscripții ale Namibiei și țările listate în articolul Circumscripție (diviziune administrativă).

Pe continentul nord american diviziune de recensământ și subdiviziune de recensământ sunt tipuri de diviziuni de recensământ.